# Nephelomys
Nephelomys ist eine Gattung von Nagetieren in der Familie der Wühler, deren Arten in Mittel- und Südamerika verbreitet sind. Die Gattungsmitglieder wurden bis zum Jahr 2006 in die Gattung Reisratten (Oryzomys) eingeordnet.

## Merkmale
Die Arten besitzen ein langes Fell auf der Oberseite und ein weißes oder gesprenkelt hellbraun-weißes Fell auf der Unterseite. Die Füße sind auf der Oberseite nur mit wenigen Haaren bedeckt, während die Sohlen nackt sind. Bei allen Gattungsvertretern ist der Schwanz länger als die Kopf-Rumpf-Länge. Die deutlichsten Unterschiede zu Reisratten und nahen verwandten Nagern bestehen im Aufbau des Schädels. In den Körpermaßen entsprechen die Arten ungefähr der Weißkehl-Reisratte (Nephelomys albigularis), die ohne Schwanz 100 bis 160 mm lang wird und einen 140 bis 180 mm langen Schwanz hat. Bei dieser Art ist die Oberseite gesprenkelt dunkelbraun, mit orangen oder ockerfarbenen Tönungen.

## Verbreitung
Das Verbreitungsgebiet reicht von Costa Rica und vom nördlichen Venezuela entlang der Anden bis zu den östlichen Ausläufern in Bolivien. Diese Wühler leben auf 900 bis 3500 Meter Höhe. Sie halten sich in Wolken- und Nebelwäldern, in anderen feuchten Bergwäldern und in feuchten Bereichen der alpinen Steppe Páramo auf.

## Arten
Im Handbook of the Mammals of the World sind 13 Arten gelistet, eine weitere Art wurde 2021 beschrieben.
- Die Weißkehl-Reisratte (Nephelomys albigularis) lebt in Ecuador und Peru.
- Die Große Goldbauch-Reisratte (Nephelomys auriventer) ist an den Osthängen der Anden in Ecuador verbreitet.
- Die Küstenkordilleren-Reisratte (Nephelomys caracolus) ist auf den Norden Venezuelas beschränkt.
- Die Child-Reisratte (Nephelomys childi) bewohnt Kolumbiens Gebirge.
- Die Boquete-Reisratte (Nephelomys devius) kommt von Costa Rica bis Panama vor.
- Die Keays-Reisratte (Nephelomys keaysi) lebt im südlichen Peru und in Bolivien.
- Die Zartfüßige Reisratte (Nephelomys levipes) hat mit der Keays-Reisratte ein etwa deckungsgleiches Verbreitungsgebiet.
- Die Santa-Marta-Reisratte (Nephelomys maculiventer) bewohnt das nordöstliche Kolumbien.
- Die Merida-Reisratte (Nephelomys meridensis) hält sich im Grenzgebiet zwischen Kolumbien und Venezuela auf.
- Die Graubauch-Reisratte (Nephelomys moerex) lebt im Nordwesten Ecuadors.
- Die Kleine Goldbauch-Reisratte (Nephelomys nimbosus) kommt in Ecuador im Osten der Anden vor.
- Die Westkolumbianische Reisratte (Nephelomys pectoralis) hat ihre Verbreitung in der Westkordillere.
- Die Mount-Pirre-Reisratte (Nephelomys pirrensis) lebt an der Grenze von Panama zu Kolumbien.
- Die Ricardo-Palma-Reisratte (Nephelomys ricardopalmai) kommt in peruanischen Bergwäldern vor.[5]

Die IUCN hat nur die Gefährdung von 7 Arten beurteilt und listet alle als nicht gefährdet (least concern).